# Херендж
Хере́ндж (перс. هرنج‎) — село на севере Ирана, в остане Альборз. Входит в состав шахрестана Талекан. Является частью дехестана (сельского округа) Миан-Талекан бахша Меркези.

## География
Село находится в северо-западной части Альборза, в горной местности южного Эльбурса, на расстоянии приблизительно 39 километров к северо-северо-западу (NNW) от Кереджа, административного центра провинции. Абсолютная высота — 2044 метра над уровнем моря.

## Население
По данным переписи 2006 года население села составляло 498 человек (263 мужчины и 235 женщин). В Херендже насчитывалось 122 семьи. Уровень грамотности населения составлял 86,14 %. Уровень грамотности среди мужчин составлял 88,21 %, среди женщин — 83,83 %.